# Небезпечний (фільм)
Небезпечний (англ. The Dangerous) — американський трилер 1995 року.

## Сюжет
Жорстоке вбивство японської журналістки, що займається розслідуванням злочинів нью-орлеанської наркомафії, стає причиною помсти з боку її брата і сестри. Незабаром ці розбірки переростають у справжню війну. Секретні агенти спецслужб — колишній найманець Біллі Давалос і молодий поліцейський Рендом — намагаються зупинити кровопролиття. Але незабаром і за їхні голови призначається нагорода.

## У ролях
- Роберт Даві — Біллі Давалос
- Майкл Паре — Рендом
- Джон Севедж — Еміль Лотрек
- Джоел Грей — Блі
- Елліотт Ґулд — Левайн
- Кері-Хіроюкі Тагава — Кон
- Паула Барбіері — Паула
- Хуан Фернандес — Тіто
- Саємі Накамура — Акіко
- Джун Саруватарі — Мідарі
- Марко Ст. Джон — Полк
- Еліотт Кінер — Станковскі
- Такайо Фішер — місис Секі
- Монте Бейн — Пуласкі
- Фред Льюїс — Мосс
- Маріо Опінато — Вітторіо
- Шерлін Леонард — Діана
- Моніка Детраз — Джевел
- Рон Джеремі — директор
- Маліка Кінісон — Гарленд
- Чері Жоклейн — старлетка
- Теммі Марстерс — старлетка
- Мішель Хеккер — старлетка
- Гаррет Сато — Ріо
- Свен-Оле Торсен — Свен
- Робін Хенкок — Гордон
- Гері Біл — Ентоні